# 항해 (생태학)
항해(navigation) 또는 위치찾기(orientation)는 일반적으로 많은 동물들이 지도나 특별한 도구 없이 정확하게 길을 찾을 수 있는 선천적 능력이다. 북극 제비 갈매기와 같은 새, 제왕 나비와 같은 곤충 및 연어와 같은 물고기 그리고 귀신고래등은 번식지를 옮기기 위해 서식지를 정기적으로 수천 마일을 전후하는 거리를 이동한다. 그리고 다른 많은 종들은 더 짧은 거리에서 효과적으로 이동한다. 그리고 이러한 이주가 아니어도 대부분의 동물들은 자신 또는 자기가 속한 개체군의 서식지 및 영역과 관련된 지역을 위치찾기하는 항해 능력을 유전적으로 가지고 있다고 알려져 있다.

## 항해
동물에게 있어서 항해 또는 위치찾기는 먹이활동, 그리고 귀소본능의 회귀(Homing), 이주 등을 위한 핵심 행동능력이다. 대부분의 동물들은 일정한 거리 이동후 서식지로의 회귀 또는 항해 또는 위치찾기 능력이 있는 것으로 알려져있다. 이는 많은 경우에서 이미 유전적으로 준비되어있지만 반드시 태양,자기장,별,고유한 곳의 특유한 냄새,특정지형의 위치와 공간등 환경적 요인과 맞물렸을 때 그 작용이 완전해지는 유전적요인과 환경적요인의 상호보완관계에서 설명되고있다. 일례로 유럽찌르레기는 태어날때 이미 유전자 정보수준에서 방향과 이동 거리가 저장되어있지만 태어난곳이 서식지가 아니라면 잘못된 곳으로 이동하게 된다.
한편 항해는 분산(Biological dispersal)의 특수한 경우로 여겨진다.

## 경로적분
경로적분(Path integration)은 동물이 추측 항법에 사용하는 것으로 생각되는 위치찾기 방법이다.

## 같이 보기
- 이상자유분포
- 포식